# Egingwah Bay
Die Egingwah Bay ist eine Bucht des M’Clintock Inlet, eines Fjords des Arktischen Ozeans im Norden der Ellesmere-Insel. Sie gehört zum Quttinirpaaq-Nationalpark im Territorium Nunavut in Kanada und ist etwa 103 km vom Kap Columbia entfernt.
Die Bucht ist nach Egingwah benannt, einem der vier Inuit, die im Jahr 1909 an der Expedition Robert Edwin Pearys zum Nordpol teilnahmen. Auch die an der gegenüber liegenden Seite des M’Clintock Inlet liegende Bucht Ootah Bay ist nach einem Teilnehmer dieser Expedition benannt.

## Klima
Das Klima an der Ootah Bay ist hocharktisch mit sehr geringen Niederschlägen. Die Durchschnittstemperatur in den Sommermonaten Juni, Juli und August 0 °C. Im Winter kann die Lufttemperatur unter −40 °C sinken. Polartag und Polarnacht dauern hier jeweils über 4,5 Monate. Auch treten Polarlichter auf.